# Ústava Československé republiky
Ústava Československé republiky (ústavní zákon č. 150/1948 Sb.) byla lidovědemokratická ústava přijata po tzv. Vítězném únoru na 114. schůzi personálně prořídlého Ústavodárného národního shromáždění dne 9. května 1948. Proto byla často nazývána Ústava 9. května. Rušila Ústavní listinu z roku 1920 a nahrazena byla v roce 1960 Ústavou Československé socialistické republiky. Charakteristické pro ni je to, že ač sice formálně zachovávala některé rysy charakteristické pro pluralitní demokracii (částečně oddělovala státní moci, zakotvila základní práva a svobody, garantovala nezávislé soudnictví atd.), což ji výrazně odlišovalo od dalších „stalinistických“ ústav tzv. lidovědemokratických států té doby, skutečné ústavní poměry se od jejího znění téměř kompletně odchylovaly, takže ústava se stala víceméně jen fikcí. Prezident dr. Edvard Beneš tuto ústavu odmítl a nepodepsal.

## Přijetí ústavy
Úkol připravit novou ústavu, která by nahradila ústavu prvorepublikovou, připadl v roce 1946 zvolenému Ústavodárnému Národnímu shromáždění. Původně tedy bylo i přes zvolení tohoto zákonodárného tělesa plánováno, že ji bude připravovat odborný poradní orgán vlády, ale Ústavodárné shromáždění si zákonem č. 197/1946 Sb. vytvořilo tzv. ústavodárný výbor, který se přípravou začal zaobírat. Měl 36 členů a paritně v něm byly zastoupeny všechny tehdy zvolené (a povolené) politické strany, předsedou byl Oldřich John (ČSSD), generálním zpravodajem Vladimír Procházka (KSČ). Generální zpravodaj předkládal jednotlivé návrhy k jednání a zpracování náleželo zvláště zřízené legislativní subkomisi.
V průběhu projednávání se ale projevily zásadní rozpory mezi komunisty a ostatními stranami. Komunisté hodlali přijmout zcela novou ústavu, která by odpovídala tzv. Budovatelskému programu vlády, nekomunistické strany chtěly jen dosavadní ústavu nějakým způsobem upravit. Ačkoli funkční období Ústavodárného Národního shromáždění bylo omezeno na maximálně dva roky, ještě na začátku roku 1948 nebylo vůbec jasné, zda a jaká nová ústava bude. Zásadní spory byly např. o postavení prezidenta republiky nebo národních výborů, o znárodnění nebo o zakotvení ústavního soudu. Významným se také ukázal spor o udržitelnost tzv. čechoslovakismu.
Vše změnil až únorový převrat 1948, kdy se v jeho důsledku prosadilo pojetí komunistů. Ústava byla během dvou měsíců urychleně dokončena, 14. dubna schválena Ústředním akčním výborem Národní fronty a parlamentem schválena 9. května. Prezident republiky Edvard Beneš ji sice nepodepsal a abdikoval, ale to nebránilo jejímu uvedení v platnost.

## Obsah ústavy
Ústavu tvořilo úvodní prohlášení, 12 základních článků a podrobná ustanovení, rozdělená do deseti kapitol o celkem 178 paragrafech.

### Prohlášení
Ústava již nepoužívala pojem „československý národ“, ale „československý lid“, a hovořila o dvou bratrských národech, Češích a Slovácích. Tento československý lid byl pak „pevně rozhodnut“ vybudovat osvobozený stát jako lidovou demokracii, která zajistí „pokojnou cestu k socialismu“, a to proti „veškerým snahám domácí i zahraniční reakce“.
Kromě těchto proklamací úvodní prohlášení shrnovalo dějinný vývoj na území Československa, který byl pojat jako boj s feudálními vykořisťovateli a s německou dynastií Habsburků, bylo vyzdviženo husitství jako lidovláda a realizace myšlenky sociální spravedlnosti a naopak zatracena První republika, které se prý měli zmocnit kapitalisté a velkostatkáři, jež poté navíc měli přijetím Mnichovské dohody zradit československý lid. Český a slovenský národ ale povstal a především za pomoci Sovětského svazu vlast osvobodil. Ta pak měla být státem národním, „zbaveným všech nepřátelských živlů“, a lidovědemokratickým, směřujícím k socialismu.

### Základní články
Podle základních ustanovení ústavy byla Československá republika lidovědemokratický a jednotný stát (nikoli tedy federace) dvou rovnoprávných národů, Čechů a Slováků. Byl zvýrazněn význam práce, jako nejen právo, ale i jako povinnost všech. Z ní pak vyplývala další práva občanů. Československé hospodářství bylo založeno na znárodnění nerostného bohatství, průmyslu, velkoobchodu a peněžnictví, u vlastnictví půdy byla stanovena zásada „půda patří tomu, kdo na ní pracuje“ a alespoň formálně byla formulována ochrana drobného a středního podnikání a nedotknutelnost osobního majetku.
Podle těchto základních článků československý lid vykonával svou svrchovanost prostřednictvím zastupitelských sborů, pasivní volební právo bylo stanoveno na 21 let, aktivní na 18 let. Dále tyto články obecně upravily postavení jednotlivých státních orgánů, které byly dále rozvedeny v ustanoveních podrobných.

### Podrobná ustanovení

#### Práva a povinnosti občanů
Tato první kapitola formálně proklamovala rovnost všech občanů před zákonem, ochraňovala rodinu, mládež a kulturní statky a zahrnovala osobní svobodu, svobodu domovní, listovní tajemství, svobodu pobytu, majetkovou svobodu, právo na vzdělání i vyznání, svobodu projevu, petiční právo, práva sociální, stejně jako základní povinnosti občana k státu a ke společnosti.

#### Národní shromáždění
Národní shromáždění bylo pouze jednokomorovým parlamentem a bylo do něj na dobu šesti let voleno 300 poslanců. Byly zde také zakotveny imunity poslanců, způsob jednání Národního shromáždění a zákonodárný proces.
Jako zvláštní orgán bylo upraveno tzv. předsednictvo Národního shromáždění o 24 členech, které mohlo v době rozpuštění parlamentu činit neodkladná opatření, ke kterým by jinak bylo potřeba zákona. Také mohlo podávat autentický výklad zákonů a suplovalo ústavní soudnictví, protože rozhodovalo o tom, zda je zákon protiústavní nebo zda je nařízení protizákonné.

#### Prezident republiky
Prezident republiky stál v čele státu. Mohl se jím stát občan starší 35 let, který byl též volitelný do Národního shromáždění. Jeho funkce trvala sedm let a byl volen Národním shromážděním systémem kvalifikované většiny (přítomno volbě musela být nadpoloviční většina poslanců a zvolen byl ten, pro koho se vyslovily nejméně tři pětiny přítomných). Nikdo nemohl být ale zvolen více než dvakrát po sobě.
Prezident nebyl z výkonu své funkce odpovědný, vyjma trestního stíhání za velezradu, kde ho žalovalo i soudilo Národní shromáždění. Za všechny jeho projevy odpovídala vláda, výkon všech jeho pravomocí také podléhal spolupodpisu odpovědného člena vlády. Co se týče těchto pravomocí, tak především zastupoval stát navenek, sjednával a ratifikoval mezinárodní smlouvy, svolával, odročoval a rozpouštěl Národní shromáždění, podepisoval zákony (ty mohl i teoreticky parlamentu s připomínkami vrátit), jmenoval předsedu a další členy vlády (specifické bylo, že určoval jejich počet i to, kdo bude řídit jaké ministerstvo), měl právo udělit milost, byl vrchním velitelem ozbrojených sil, prohlašoval válečný stav a vypovídal válku.
Ústava se kromě toho letmo zmiňovala o jeho náměstkovi, který mohl být zvolen Národním shromážděním, pokud by byl prezident více než půl roku neschopen vykonávat svůj úřad. Jeho postavení a pravomoci byly ale nejasné, protože v takovém případě výkon pravomocí prezidenta republiky příslušel vládě.

#### Vláda
Vláda byla nejvyšším orgánem moci vládní a výkonné. Skládala se z předsedy vlády, z jeho náměstků a z ostatních členů (ministrů a státních tajemníků). Vládu jmenoval prezident republiky a byla odpovědná Národnímu shromáždění, u kterého musela po jmenování získat důvěru. Národní shromáždění ji také mohlo vyslovit nedůvěru, stejně tak mohlo učinit i u jen některého člena vlády, a v takovém případě, teoreticky, následovala demise vlády či jen některého jejího člena. Vládu svolával a její jednání řídil předseda vlády, vláda ale rozhodovala ve sboru, a to především o všech důležitějších věcech politické povahy, o jmenování soudců, důstojníků a jiných vysokých státních funkcionářů a o vládních návrzích zákonů. Demise předsedy vlády neznamenala demisi celé vlády. Vláda mohla také k provedení určitého zákona a v jeho mezích vydávat nařízení vlády. Podobně jako prezident republiky, byli i jednotliví členové vlády trestně odpovědní za porušení zákonů v oboru své působnosti a také je mohlo teoreticky soudit Národní shromáždění.
Úpravu jednotlivých ministerstev ústava svěřovala prováděcímu zákonu.

#### Slovenské národní orgány
I přes jednotný charakter státu byly na Slovensku ustanoveny jako výraz jeho určité autonomie Slovenská národní rada, jakožto národní orgán moci zákonodárné, a Sbor pověřenců, jakožto národní orgán moci výkonné a vládní. Jejich pravomoci se však mohly týkat jen věcí regionální povahy, výslovně jim byla odepřena pravomoc ve věcech národní obrany, zahraniční politiky a zahraničního obchodu. Za sídlo měly Bratislavu.
Slovenská národní rada měla 100 poslanců, kteří byli voleni samozřejmě jen na Slovensku, a to na dobu šesti let. Podobně jako Národní shromáždění si volila své předsednictvo a mohla vydávat zákony v oblastech, které jí byly ústavou svěřeny. Šlo především o rozvoj národní kultury, školství, zdravotnictví, sociální péči, zemědělství, péči o historické památky apod., vždy však jen co se území Slovenska týče, a nesměly odporovat ústavě nebo jinému ústavnímu zákonu (o tom rozhodovalo předsednictvo Národního shromáždění). Se souhlasem předsedy celorepublikové vlády také mohla podávat autentický výklad svých zákonů.
Sbor pověřenců byl odpovědný Slovenské národní radě i vládě republiky, která jej jmenovala a odvolávala a jejíž směrnic a pokynů byl povinen dbát. Skládal se z předsedy a z dalších pověřenců (obdoba ministrů), kteří řídili jednotlivá poveřenectva (obdoba ministerstev), zřízená zákonem nebo i jen vládním nařízením. Mohl, stejně jako jednotliví pověřenci, vydávat nařízení a činit na území Slovenska další opatření, která ale mohla být celorepublikovou vládou zrušena, pokud by byla v rozporu s celostátními právními předpisy.

#### Národní výbory
Národní výbory byly konstruovány jako „strážce práv a svobod lidu“ a nositel státní moci na vymezeném území. Byly rozděleny na místní, okresní a krajské a teoreticky byly odpovědny kontrole lidu (první volby do Národních výborů se uskutečnily roku 1954). Tato kontrola byla ústavně zakotvena tak, že se mají „opírat se o přímou účast a iniciativu lidu“, na druhou stranu byla jednoznačně určena jejich hierarchičnost, kdy národní výbor nižšího stupně byl podřízen národnímu výboru vyššího stupně a celkově pak všechny ministerstvu vnitra. Byly dále povinny dbát směrnic a pokynů z vládní úrovně a pokud by je nějaký národní výbor neplnil, mohl být rozpuštěn.
V podstatě tedy šlo jen o centralizovanou státní správu, která se projevovala zejména v oblastech obecné vnitřní správy (např. matriky), kultury a osvěty, zásobování, ochrany práce, správy zdravotní, hospodářské a finanční. Kromě toho se účastnily vypracovávání a provádění jednotného hospodářského plánu.

#### Soudy
Ústava teoreticky garantovala nezávislé soudnictví a nezávislé soudce, vázané jen právním řádem. Zřizovala přímo nejvyšší soud, nejvyšší vojenský soud a navíc správní soud (zrušen roku 1953 obyčejným zákonem), určovala také některé další základy soudní organizace (např. výjimečné soudy mohly být zřízeny jen v trestním řízení, jen na omezenou dobu a jen v případech, které zákon předem stanovil), většina materie byla ovšem svěřena prováděcímu zákonu. Soudce pak rozlišovala na soudce z povolání a soudce z lidu, které určovaly národní výbory.
Kromě toho zakotvila určité právní zásady: nikdo nesmí být odňat svému zákonnému soudci, líčení před soudy je zásadně ústní a veřejné, rozsudky se vyhlašují jménem republiky, v trestním řízení platí zásada obžalovací a obviněný má právo na obhajobu.

#### Hospodářské zřízení
V této kapitole ústava zavedla tzv. třísektorové hospodářské zřízení, a to národní vlastnictví, vlastnictví národních družstev a soukromé vlastnictví, jež se ještě dělilo na soukromé a osobní, z čehož osobní mělo být nedotknutelné. Národní vlastnictví bylo vytvořeno na základě znárodnění a disponoval jím jen stát, kvůli tomu ústava zavedla např. i národní podniky.
Ústava také zavedla tzv. jednotný hospodářský plán, pomocí něhož stát řídil veškerou hospodářskou činnost. Připravovala a realizovala jej vláda a vyhlašován byl vždy na určité období (tzv. pětiletky) ve formě zákona. Ústava kromě toho výslovně stanovila povinnost všech občanů „svědomitě a hospodárně“ plnit své úkoly z něj vyplývající.

#### Obecná ustanovení
Zde bylo upraveno státní občanství jako jediné a jednotné. Hranice státu mohly být měněny jen ústavním zákonem, hlavním městem byla určena Praha a správní soustava byla založena na krajském zřízení. Nakonec byly stanoveny barvy republiky – bílá, červená a modrá (úprava státního znaku a vlajky byla svěřena prováděcímu zákonu).

#### Ustanovení závěrečná a přechodná
Kromě zrušení dosavadní ústavní listiny a všech zákonů, které svým obsahem odporují této ústavě, a kromě některých opatření pro přechodné období, než bude např. zvoleno nové Národní shromáždění, pro bylo mj. stanoveno, že při výkladu ústavy je nutné vycházet z jejího ducha a ze zásad, na kterých je založena. Také výklad ostatních právních předpisů měl teoreticky vycházet z ústavy.

## Realizace a změny ústavy
Rozpor mezi ústavou de iure a de facto byl založen na prováděcím zákonodárství v oblasti základních práv a svobod občanů, dále zásahy do státní administrativy a do politických orgánů. Východiskem změn těchto předpisů byla koncepce „třídního pojetí práva“ jako „vůle vládnoucí třídy povýšené na zákon“ a zrušení rozdílu mezi právem soukromým a veřejným. Fakticky likvidovaly ústavně zaručené osobní svobody a politická práva občanů a vytvořily systém jakési legalizované represe a nezákonnosti.
Jednalo se zejména o zákony:
- č. 213/1948 Sb., o úpravě některých poměrů na obchranu veřejných zájmů
- č. 231/1948 Sb., na ochranu lidově demokratické republiky
- č. 232/1948 Sb., o státním soudu
- č. 247/1948 Sb., o táborech nucené práce
- č. 319/1948 Sb., o zlidovění soudnictví
- č. 52/1949 Sb., o hlášení obyvatelstva a povolování pobytu cizincům
- č. 53/1949 Sb., o cestovních pasech
- č. 94/1949 Sb., o vydávání a rozšiřování knih, hudebnin a jiných neperiodických publikací
- č. 184/1949 Sb., o vydávání časopisů a o Svazu československých novinářů
- č. 68/1951 Sb., o dobrovolných organizacích a shromážděních

Dále zde byly zákony přijaté během tzv. právnické dvouletky:
- č. 265/1949 Sb., o právu rodinném
- č. 86/1950 Sb., trestní zákon
- č. 87/1950 Sb., trestní řád
- č. 88/1950 Sb., trestní zákon správní
- č. 89/1950 Sb., trestní řád správní
- č. 141/1950 Sb., občanský zákoník
- č. 142/1950 Sb., občanský soudní řád

Změny probíhaly ještě celou řadou dalších ústavních zákonů a zákonů.

## Nová ústava
V dubnu 1960 začala být připravována nová ústava. Jako svůj návrh ji předložil Ústřední výbor Komunistické strany Československa (ÚV KSČ). Ve dnech 5.–7. července 1960 schválila návrh ústavy celostátní konference KSČ.
Národní shromáždění přijalo Ústavní zákon č. 100/1960 Sb., Ústava Československé socialistické republiky 11. července 1960, přičemž od tohoto dne byl zákon platný a účinný. Ústava změnila název státu na „Československá socialistická republika“.
Tato ústava realizovala přechod od parlamentarismu k jednotě státní moci a ukončila období lidové demokracie.